# Copiapoa leonensis
Copiapoa leonensis là một loài thực vật có hoa trong họ Cactaceae. Loài này được I.Schaub & Keim mô tả khoa học đầu tiên năm 2006.